# Bachforelle
Die Bachforelle (Salmo trutta fario) ist ein zu den Salmoniden zählender Raubfisch und eine Unterart der Forelle. Sie ist der Leitfisch der Forellenregion und wird auch Flussforelle, Bergforelle oder Fario genannt. Kleinwüchsige Bachforellen in nahrungsarmen Gewässern werden als Steinforellen bezeichnet. Bachforellen werden je nach Nahrungsangebot 20 bis 80 Zentimeter lang, in Ausnahmefällen sind Größen von einem Meter und Gewichte über 15 Kilogramm möglich. Ihr Rücken ist oliv-schwarzbraun und silbrig blau, bauchwärts treten rote Flecken mit hellem Rand auf, die Bauchseite ist weißgelb. Die Bachforelle erreicht in der Regel ein Gewicht von bis zu zwei Kilogramm. Bachforellen können bis zu 18 Jahre alt werden.
Die Bachforelle ist in Deutschland 1990 und 2005 zum Fisch des Jahres ernannt worden.

## Lebensweise
Die Bachforellen besiedeln schnell fließende, sauerstoffreiche, kühle und klare Gewässer mit Kies- oder Sandgrund in fast ganz Europa, von Portugal bis zur Wolga, außerdem Zentralanatolien und die Kaukasusregion. In Skandinavien kommen sie bis nach Lappland vor. In den Alpenregionen kommt es zu einer Hybridisierung mit der Marmorataforelle. Die Bachforelle fehlt in Griechenland, auf Korsika, Sardinien und Sizilien.
Bachforellen sind sehr standorttreue Fische, die ihren Platz nur zur Fortpflanzung verlassen und auch nach Störungen in der Regel an ihre angestammten Plätze zurückkehren. Die erwachsene Bachforelle beansprucht ein eigenes Revier. Tagsüber ist sie im Uferschatten verborgen, mit dem Kopf gegen die Strömung. In der Dämmerung und bei Nacht werden sie aktiver und gehen auf Nahrungssuche.
Sie ernähren sich je nach Größe und Lebensraum vor allem von Insekten und im Wasser lebenden Insektenlarven, kleinen Fischen wie der Groppe, kleineren Krebstieren sowie von Schnecken und anderen Wassertieren. In größeren Flüssen und Seen können sie auch Jungfische und Amphibien jagen. Auch Kannibalismus wird bei Bachforellen oft beobachtet. Sie sind schnell schwimmende Jäger, nehmen aber in Flüssen und Bächen meist vorbeitreibende Beute auf. Dank ihres hervorragenden Sehvermögens und ihrer ausgeprägten Tarnung sind sie in der Lage, sich unbemerkt an ihre Beute heranzupirschen.

## Fortpflanzung

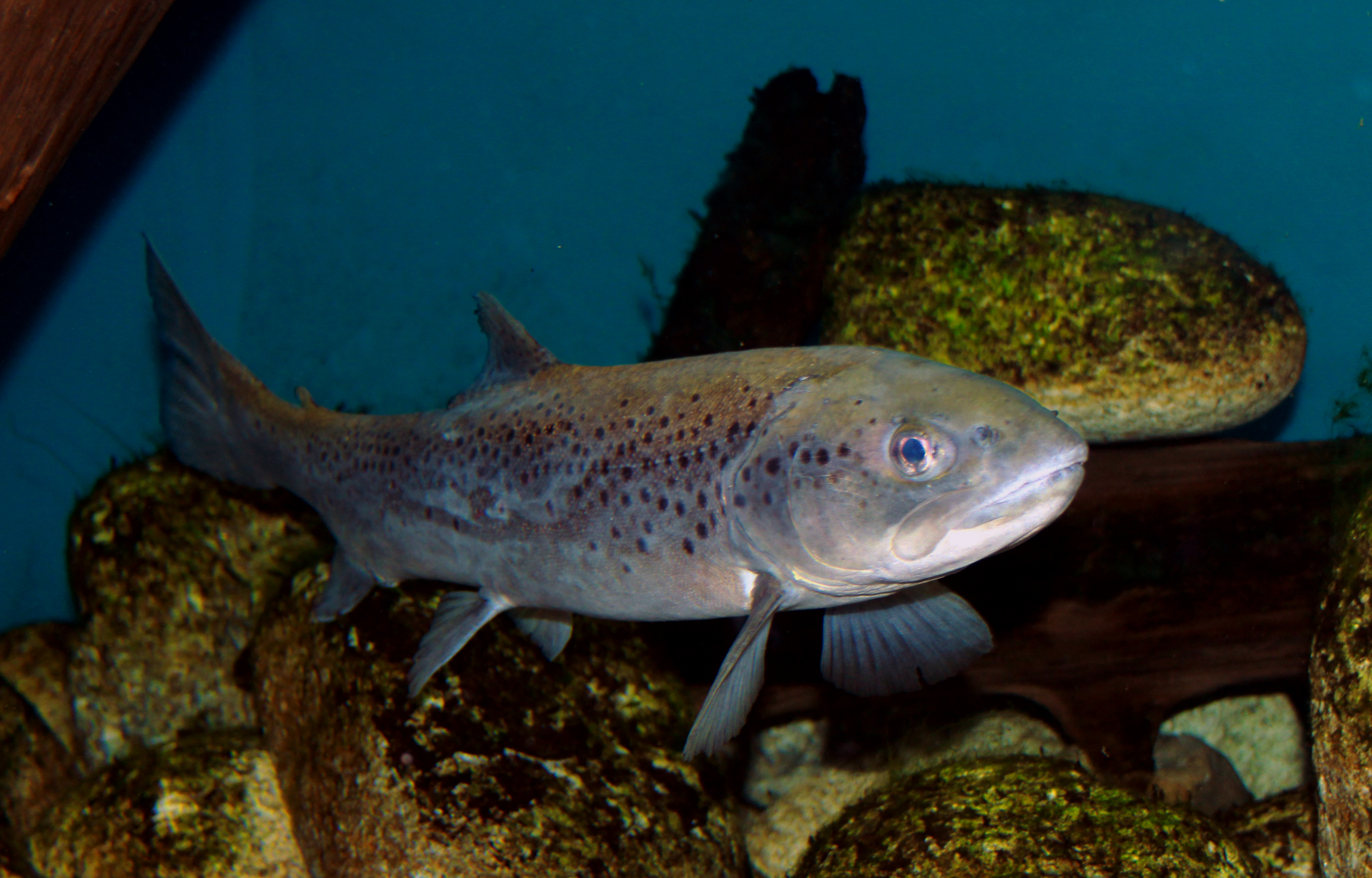
Bachforelle in der Ausstellung „Subaqueous Vltava“, Prag

Bachforellen laichen zwischen Oktober und Januar. Die Fische fächeln durch schnelle Bewegungen des Schwanzstiels und der Schwanzflosse flache Gruben in steinigen Bodengrund, in denen sie etwa 1000 bis 1500 rötliche vier bis fünf Millimeter große Eier in mehrere Gruben legen. Die abgelegten Eier werden anschließend vom Männchen besamt. Die Fischlarven schlüpfen nach zwei bis vier Monaten.
Eine besondere Bedeutung hat die Bachforelle als Wirtsfisch für die Glochidien der Flussperlmuschel.

## Weitere Formen
Da die Forelle in räumlich abgegrenzten Lebensräumen vorkommt, gibt es neben der Bachforelle Salmo trutta fario verschiedene andere Unterarten von Salmo trutta. Siehe Systematik der Forelle.

## Menschen und Bachforellen

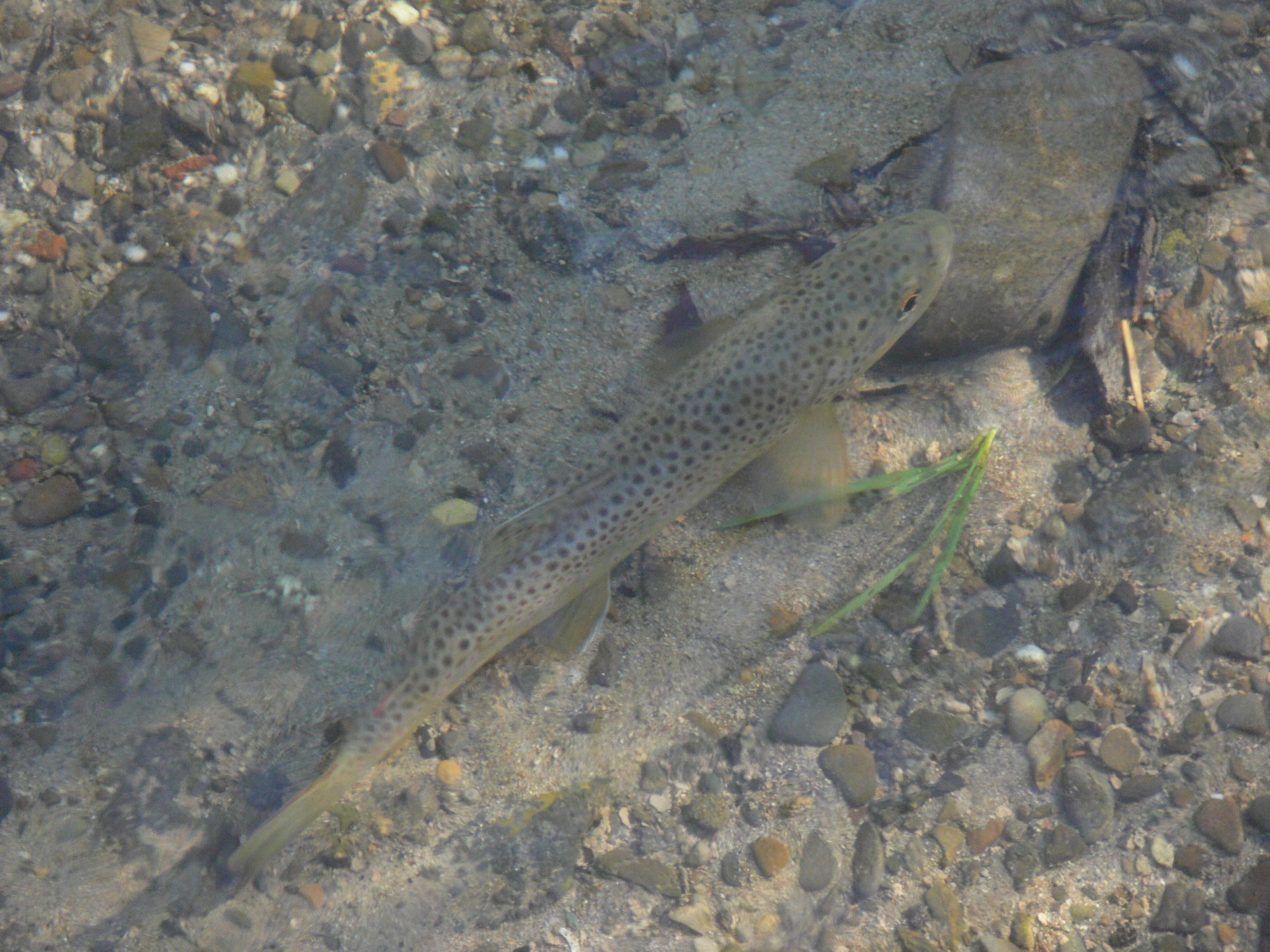
Gut getarnte Bachforelle in einem kleinen Gewässer

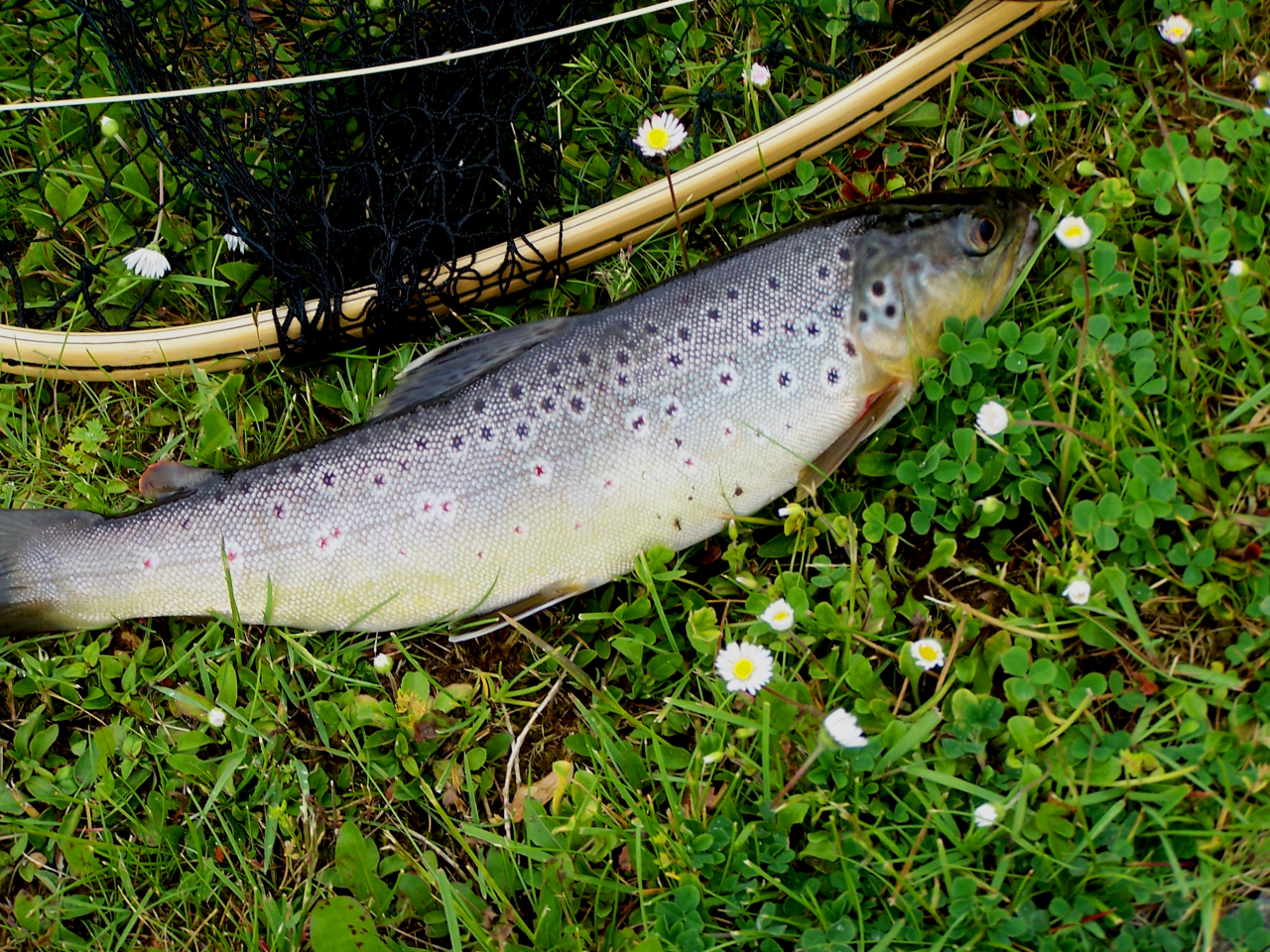
Bachforelle mithilfe einer Fliege gefangen

In den europäischen Gewässern kam es in der Vergangenheit zu einem starken künstlichen Besatz mit der aus Amerika stammenden Regenbogenforelle, die weniger Ansprüche an die Wasserqualität stellt und schnellwüchsiger ist. Es ist umstritten, ob die Bachforelle dadurch verdrängt werden kann. Sie wird heute mit annähernd gleichem Erfolg wie die Regenbogenforelle teichwirtschaftlich produziert, auch zum Wiederbesatz der Gewässer. Zum Schutz der heimischen Fischarten ist der Besatz mit fremden Arten seit einigen Jahren eingeschränkt.
Die Bachforelle ist ein hervorragender Speisefisch.

### Zucht-Hybriden
Die Tigerforelle (Salmo trutta fario × Salvelinus fontinalis) ist eine Kreuzung aus einer Bachforelle und einem Bachsaibling. Ihren Namen hat die Tigerforelle wegen ihrer charakteristischen goldgelben Fleckenzeichnung. Tigerforellen sind steril, trotzdem lässt sich durch äußere Geschlechtsmerkmale eine Unterscheidung in weibliche und männliche Fische durchführen. Lediglich die weiblichen Tigerforellen bilden keine Gonaden aus. Die männlichen hingegen entwickeln Hoden sowie sekundäre Geschlechtsmerkmale, wie den Laichhaken, Buckel, dunkle und dickere Haut sowie eine hellere Filetfärbung während der Laichzeit.

### Fang
Bei Anglern ist die Bachforelle sehr beliebt. Sie wird hauptsächlich mit Kunstköder befischt. Das Angeln mit Naturködern (Würmer, Maden, Heuschrecken) ist an den meisten Gewässern verpönt, da durch das schnelle und vor allem tiefe Schlucken dieser Köder das Zurücksetzen möglichst unverletzter Forellen, die das Schonmaß noch nicht erreicht haben, sehr schwierig ist.
Zum Fang der Bachforelle werden Fliegenruten verwendet. Mittelgroße Nass- und Trockenfliegen werden in Bächen mit einer Rute der AFTMA-Klasse 4–6 ausgeworfen und sollen dem Fisch ein schlüpfendes oder eiablegendes Insekt vortäuschen. Ebenfalls kann in einigen Gewässern mit der Spinnrute gefischt werden. Hierzu sollten eine leichte Spinnrute und verschiedene Kunstköder wie Blinker und Spinner genutzt werden. Mit der Nutzung von Wobblern und Gummifischen sollte man vorsichtig sein, da sie in einigen Gewässern verboten sind oder nur mit Einschränkungen genutzt werden dürfen.
Des Weiteren kann der Bachforelle nicht nur aktiv mit Fliegenrute und Spinnrute, sondern auch passiv durch das Schwimmerangeln sowie das Grundangeln nachgestellt werden. Hierbei wird ein Köder an einem Haken angeboten. Dieser Haken steigt beim Grundfischen vom Grund auf und sinkt beim Schwimmerfischen von der Wasseroberfläche ab. Der große Unterschied zum Aktivangeln ist, dass der Köder nicht ständig bewegt wird, sondern auf die Bachforelle wartet.

## Einfluss des Klimawandels
Der Klimawandel hat direkte und indirekte Auswirkungen auf die Bestände der Bachforelle. Besonders empfindlich reagiert die Art auf steigende Wassertemperaturen, da sie kühle, sauerstoffreiche Gewässer bevorzugt. Wissenschaftliche Studien zeigen, dass bereits geringe Temperaturerhöhungen den Stoffwechsel der Bachforelle beeinflussen und zu einer Verdrängung aus flacheren, wärmer werdenden Gewässern führen können.
Neben der Temperatur spielt auch die veränderte Niederschlagsverteilung eine Rolle. Längere Trockenperioden führen zu niedrigeren Wasserständen und Sauerstoffmangel, während Extremwetterereignisse wie Starkregen die Laichgründe der Forellen beschädigen oder durch Sedimentablagerungen verschlammen.
Eine Studie von Almodóvar et al. (2012) zeigt, dass sich das Verbreitungsgebiet der Bachforelle durch den Klimawandel in höhere Lagen verschieben könnte, während Populationen in wärmeren Regionen zunehmend unter Druck geraten. Anpassungsstrategien wie der Schutz von Quellgebieten, die Renaturierung von Gewässern und das Management von Fischbeständen könnten dazu beitragen, die Auswirkungen abzumildern.

## Fischsterben
Bei den Bachforellen gab es nach ersten Meldungen seit den 1980er Jahren in der Alpenregion (Schweiz, Österreich, Deutschland) immer wieder Fischsterben mit Verlusten von bis zu 90 Prozent. Aufgrund der Ausbildung einer sichtbaren, schwarzen Pigmentierung der Haut im Krankheitsverlauf leiten sich die Begriffe Schwarze-Bachforelle-Phänomen, Schwarzforellenkrankheit oder Schwarzforellensyndrom bzw. Proliferative Darkening Syndrom (PDS) ab. Erkrankte Tiere stehen meist träge in Ufernähe und verenden dann üblicherweise in Niedrigwasserphasen im Zeitraum von Juli bis November. Betroffene Voralpenflüsse sind z. B.  Amper, Iller, Isar, Mangfall und die Thur. Forscher der TU München um Ralph Kühn konnten dieses Phänomen auf eine Viruserkrankung zurückführen.